# Kulik Lake (Yukon-Kuskokwim-Delta)
Der Kulik Lake ist ein See im Yukon-Kuskokwim-Delta im Westen Alaskas.
Der auf einer Höhe von 17 m gelegene Kulik Lake befindet sich im Yukon Delta National Wildlife Refuge. Der See liegt 34 km ostsüdöstlich von Russian Mission. Er ist Teil einer Seengruppe, die sich zwischen den Flussläufen von Yukon River und Kuskokwim River erstreckt. Der See besitzt eine ovale Gestalt und bedeckt eine Fläche von 18,5 km². Seine maximale Längsausdehnung in West-Ost-Richtung beträgt 6,4 km, seine Breite 3,6 km. Der Kulik Lake wird über den Johnson River zum Kuskokwim River entwässert. Die Yukon-Kuskokwim Portage, eine Landverbindung zwischen Yukon River und Kuskokwim River, verläuft entlang dem westlichen Seeufer und verbindet Russian Mission mit Upper Kalskag.